# Joan Pere Fontanella
Joan Pere Fontanella (Olot, Garrotxa, 22 juillet 1575 - Perpignan, 	
décembre 1649) est un éminent juriste et un homme politique catalan, qui a été nommé conseiller en chef durant la Guerre des faucheurs et a présidé la Junte de Guerre qui a organisé la résistance de Barcelone lors du siège du marquis de Los Vélez en janvier 1641.

## Biographie
Joan Pere Fontanella était le neveu de Benet Fontanella (ca), qui a été Président de la Généralité de Catalogne (1620-1623). Il a étudié à Barcelone, où il s'est établi et où il a acquis une réputation de jurisconsulte. Il a souvent occupé le poste d'assesseur juridique de la Généralité et du Conseil des Cent. Il a joué un rôle important dans la crise des relations entre la Catalogne et la Couronne, qui a abouti à la sécession de 1640.
En 1634, il s'est fait remarquer par son opposition au nouvel impôt des quints (ca), et en 1640, il a été élu Conseiller en chef du Conseil des Cent de Barcelone. À ce titre, il est intervenu au côté de Pau Claris dans les négociations avec le gouvernement français qui ont conduit à la proclamation de la République catalane le 17 janvier 1641. Il a fait part, en 1641, de la Junte de Guerre qui a préparé la bataille de Montjuïc pour lutter contre l'armée espagnole.
À la fin de son mandat, il s'est retiré progressivement de la vie politique et en 1649, est parti de Barcelone par peur de représailles à la fin de la Guerre des faucheurs. Le Conseil des Cent l'a déclaré alors traitre et l'a destitué, geste qui l'a profondément affecté et peut-être a précipité sa mort. 
Il est le père de l'écrivain et prêtre Francesc Fontanella i Garraver (ca).

## Œuvre écrite
Son œuvre représente une synthèse du droit commun avec des particularités propres au droit catalan. En 1612, il a publié De pactis nuptialibus, sive capitulis matrimonialibus tractatus, livre qui plus tard a été réédité à Genève, Venise et Lyon ce qui montre qu'il jouissait d'un prestige international. Il était considéré, dans les affaires catalanes, comme une autorité juridique et une source pour l'interprétation du droit jusqu'à la compilation de 1960. En 1639, il a publié un recueil de jurisprudence dans le livre Sacri Senatus Cathaloniae Decisiones, qui a été également réédité à Venise, Barcelone et Genève. Le latin étant alors la langue de la culture dans l'Europe du XVIIe siècle, on trouve écrit son nom sous la forme Ioannis Petri Fontanellæ. Son influence sur le droit roussillonnais était encore notable au XVIIIe siècle.

## Honneurs
- Depuis 1877, son portrait, œuvre de Benet Mercadé (ca), est exposé dans la Galerie des Catalans Illustres (ca) de la mairie de Barcelone[2].
- Une rue de Barcelone, qui marque la limite entre les districts de Ciutat Vella et l'Eixample, porte le nom de Fontanella en son honneur.
- Sabadell a également une rue et une place en son nom[3].